# Gisclafred de Carcassonne
Gisclafred de Carcassonne, comte de Carcassonne de vers 812 à 821, est décédé en 821; il est le premier fils de Bello de Carcassonne et de Nimilde, il épouse une Ailona ; il est suivi par son frère Olibia Ier de Carcassonne.